# سوزانا تامپسون

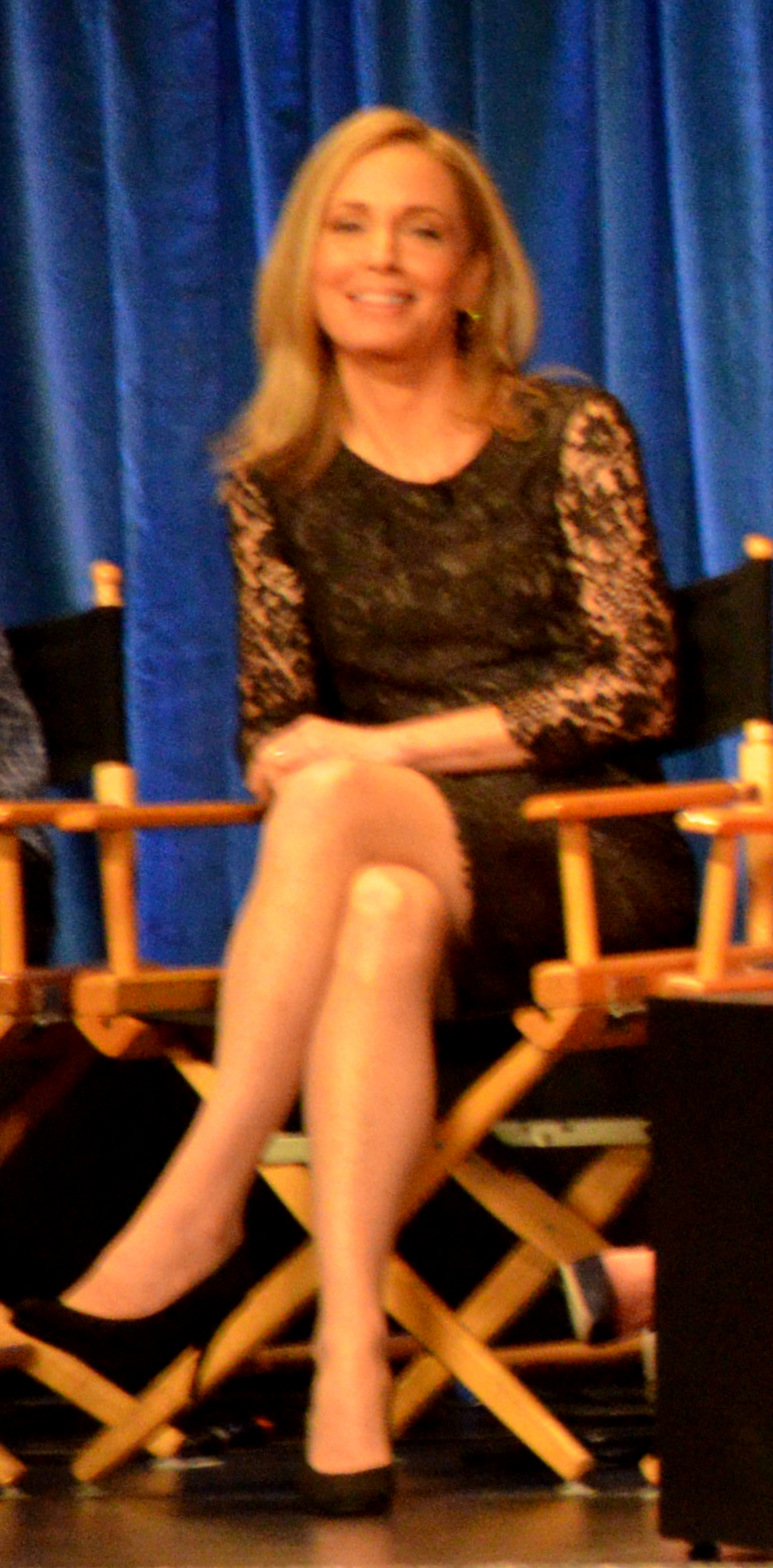

سوزانا تامپسون (انگلیسی: Susanna Thompson؛ زادهٔ ۲۷ ژانویهٔ ۱۹۵۸) یک هنرپیشه اهل ایالات متحده آمریکا است.

## گزیده فیلمشناسی
از فیلم‌ها یا برنامه‌های تلویزیونی که وی در آن نقش داشته‌است می‌توان به آثار زیر اشاره کرد.
- ارواح میسیسیپی (۱۹۹۶)
- قلب تصادفی (۱۹۹۹)
- سنجاقک (فیلم ۲۰۰۲) (۲۰۰۲)
- تصنیف جک و رز (۲۰۰۵)
- پیشتازان فضا: نسل بعدی (۱۹۹۳–۱۹۹۲)
- پرونده‌های ایکس (۱۹۹۳)
- پزشک دهکده (۱۹۹۵)
- بورگ (۱۹۹۹–۲۰۰۰)
- ان‌سی‌آی‌اس (۲۰۰۶–۱۵)
- سی‌اس‌آی (۲۰۰۶)
- ارو (مجموعه تلویزیونی) (۲۰۱۲–۱۷)
- افسانه‌های فردا (۲۰۱۷)